# Промышленность Украины

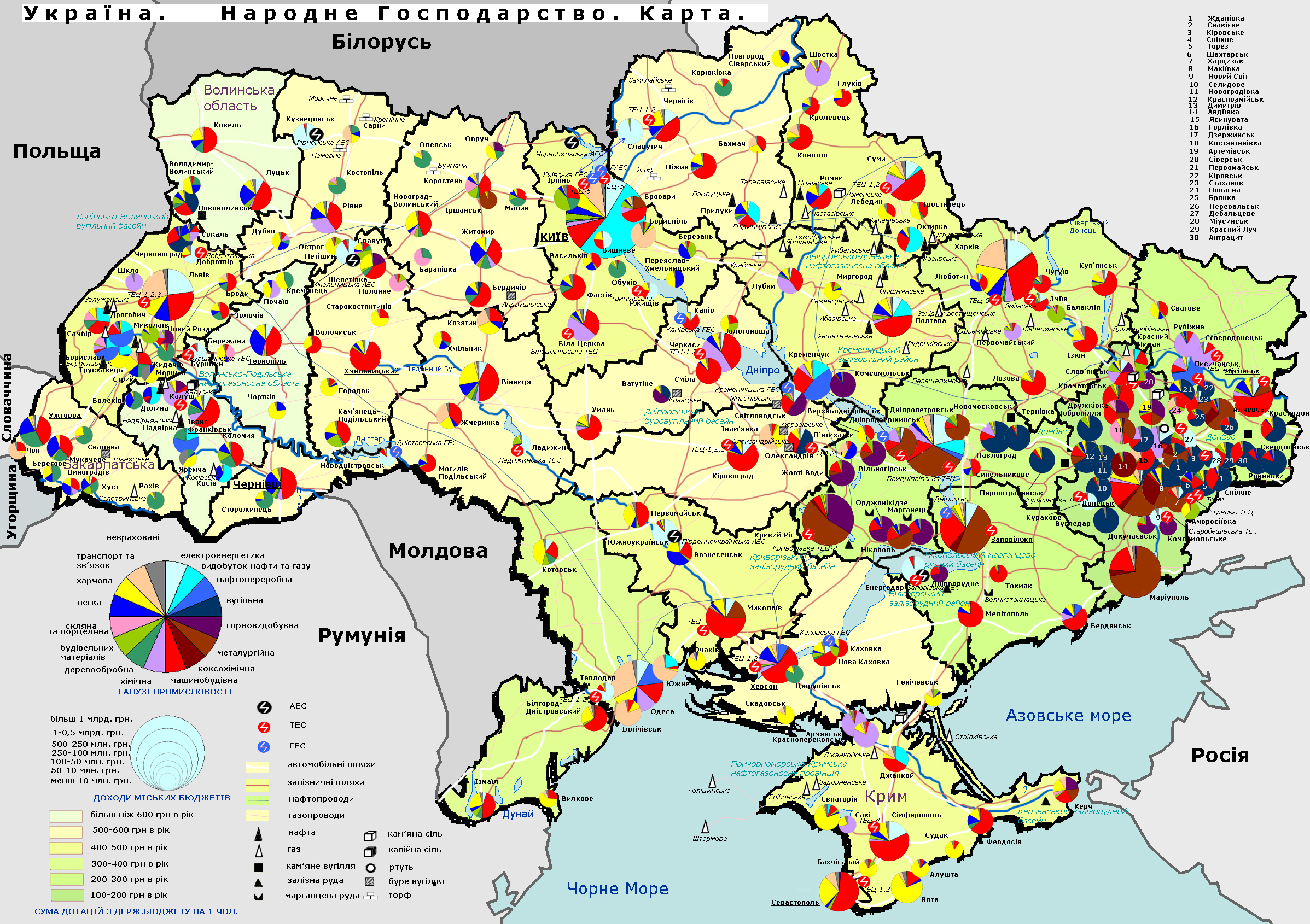
Экономическая карта Украины

Промышленность Украины — совокупность отраслей промышленности Украины. Подавляющая часть представляет собой наследие промышленности СССР.

## Общая характеристика
По состоянию на начало 2006 года Украина относилась к категории стран с развитым промышленным потенциалом, промышленность страны насчитывала около 300 отраслей. Ведущими отраслями промышленности являлись чёрная металлургия и машиностроение.
Индустрия сосредоточена в руках крупных финансово-промышленных групп (олигархических конгломератов).
В 2010-х для развития промышленного сектора Украины фиксируется хроническая нехватка инвестиционных ресурсов.
| год    | 2007  | 2008 | 2009 | 2010  | 2011            | 2012 | 2013 | 2014 | 2015 | 2016  | 2017 |
| ------ | ----- | ---- | ---- | ----- | --------------- | ---- | ---- | ---- | ---- | ----- | ---- |
| Индекс | 107,1 | 95,0 | 79,4 | 112,2 | 103,4[уточнить] | 94,4 | 99,0 | 82,8 | 98,4 | 103,1 | 97,1 |

После событий 2014 года наметилась тенденция к деиндустриализации экономики и сокращению промышленного производства.
Промышленное развитие Украины началось в XVIII—XIX веках, когда здесь было положено начало переработке сельскохозяйственной продукции. Однако целенаправленная программа индустриализации была развёрнута только в конце XIX — начале XX века. Важнейшей статьёй экспорта Украины является продукция чёрной металлургии, составляя почти половину экспорта тяжёлой промышленности. Химическая промышленность работает в едином комплексе с металлургией, используя побочные продукты металлургии и коксовой промышленности для производства азотных удобрений, лаков, красок, медикаментов. Фосфориты, соли калия и поваренная соль используются для производства минеральных удобрений, сера — для производства серной кислоты. Нефть и газ — как местные, так и импортированные — используются для производства синтетического каучука и синтетических волокон.
Основные центры производства:
- цементная промышленность: Балаклея, Амвросиевка, Здолбунов, Бахчисарай, Николаев;
- производство ЖБК: Харьков, Днепр, Запорожье, Кривой Рог, Чернигов, Киев, Донецк, Сокиряны, Каховка;
- производство стеновых материалов: Сумы, Киев, Хмельницкий, Черновцы, Чернигов;
- стеклянная промышленность: Киев, Стрый, Константиновка, Львов, Бережаны, Буча;
- фарфорово-фаянсовая промышленность: Буды, Коростень, Барановка, Сумы.

## История
В конце декабря 1990 года на территории УССР насчитывалось 7,9 тыс. промышленных предприятий, на которых работали 7,1 млн человек (в том числе, 5085 тыс. рабочих).
Ведущими отраслями промышленности являлись чёрная металлургия и машиностроение; при этом с 1990 по 2008 год доля машиностроения в структуре промышленного производства Украины изменилась с 31 до 14 %, а чёрной металлургии — с 11 до 27 %.
К середине 2019 года был зафиксирован рост промышленного производства почти на 1 % (по отношению к аналогичному периоду предыдущего года), но к концу года он показал падение более чем на 1,5 %. 

За 2022 год объёмы промышленного производства на Украине упали почти на 37 %.

## Добывающая промышленность

### Горнорудная
- Угольная промышленность Украины: основные отрасли — добыча каменного и бурого угля. Основные залежи угля расположены в Днепровско-Донецком угольном бассейне и во Львовсько-Волынском угольном бассейне.
- Добыча урана на Украине (Урановая промышленность Украины)

### Нефтегазодобыча
На Украине выделяют три нефтегазоносных региона: Восточный, Западный и Южный. Основная часть запасов расположена в Восточном (Днепровско-Донецкая нефтегазоносная область), где работают нефтегазовые добывающие установки в Сумской области — на основе Охтырского и Качанского месторождений, в Черниговской области — на базе Гнидынцевского и Прилуцкого месторождений, и в Полтавской области — на базе Сагайдатского, Зачеплывского, Радченковского месторождений. В этом регионе добывают более половины нефти Украины.
Второе место приходится на Прикарпатский нефтегазовый регион, где расположены Бориславнефтегаз и Долинонефтегаз. Крупнейшие месторождения Западной Украины находятся на территории Ивано-Франковской и Львовской областей. Объёмы добычи нефти в данных месторождениях небольшие из-за истощения запасов. Самые большие месторождения: Долинское, Бориславское, Битковское.
Причерноморская нефтегазоносная область включает Николаевскую, Одесскую, Херсонскую области и северную часть Крыма. Часть месторождений расположена в пределах шельфа Чёрного моря и дна Азовского моря. Эта область считается перспективной, ведутся работы по поиску новых месторождений. В настоящее время Крым является спорной территорией, поэтому Украина не имеет возможности производить разработку месторождений и вести добычу в Крыму и на черноморском шельфе.
Месторождения нефти на Украине, в целом, являются старыми и истощенными, месторождения расположены не сплошными массивами с огромными запасами, а рассыпаны на больших территориях и из-за глубокого залегания трудно поддаются освоению. В связи с этим, себестоимость добычи украинской нефти является очень высокой..
На шельфе Украины расположено Одесское и Безымянное газовые месторождения, которые эксплуатировались «Черноморнефтегазом» и по факту с марта 2014 находятся в собственности Республики Крым Российской Федерации.
Основными компаниями, занимающимися разведкой и добычей углеводородов, являются государственные ОАО «Укргаздобыча» и ОАО «Укрнафта», а также частные: ЧАО «Нефтегаздобыча» , холдинг «Burisma Holdings» , ООО «Куб-Газ», ЗАО «Природные ресурсы», СП «Полтавская газонефтяная компания».
| Сырье                               | 2011   | 2012    | 2013    | 2014  | 2015  |
| ----------------------------------- | ------ | ------- | ------- | ----- | ----- |
| Нефть сырая, тыс. т                 | 2424,3 | 2293    | 2169,5  | 2033  | 1803  |
| Газовый конденсат природный, тыс. т | 873,5  | 1023,5  | 891     | 685,2 | 623,7 |
| Газ природный, млн м³               | 19214  | 19318,3 | 20395,3 | 19776 | 19225 |

Добыча нефти на Украине сократилась в период с января по ноябрь 2015 г. на 10,6 %, газоконденсата — на 7 %.
Экспорт нефти в Литву в 2014 году был осуществлен в объёме 7,995 тыс. тонн, на сумму 2,647 млн долларов.
При этом Украина в сентябре, впервые с начала 2015 года, начала импортировать нефть. Импорт из Казахстана в сентябре-ноябре был осуществлен в объёме 248 тыс. тонн, на сумму 88,943 млн долларов.

## Нефтепереработка
Единственным действующим нефтеперерабатывающим заводом Украины является Кременчугский НПЗ, который работает примерно на 16 % от проектной мощности, перерабатывая около 3 млн тонн нефти в год.
Также на территории Украины имеется в наличии 5 нефтеперерабатывающих заводов, прекративших работу из-за убыточности:
- Государственное предприятие «Укртранснефтепродукт» — Одесский НПЗ[20].
- Группа «Континиум» — Херсонский НПЗ[21].
- ОАО "НК «Роснефть» — Лисичанский НПЗ[22].
- Группа «Приват» — Надворнянский НПЗ[23].
- Группа «Приват» — Дрогобычский НПЗ[23].

Украина ежегодно потребляет около 16 млн т нефтепродуктов, в том числе по 5 млн т бензина и дизельного топлива и 6 млн т мазута. Суммарные мощности украинских предприятий по переработке нефти превышают 52 млн т в год.
В 2015 году Украина импортировала 6 млн 760,619 тыс. тонн нефтепродуктов на общую сумму 3 млрд 857,019 млн долларов США; импорт нефтепродуктов сократился на 6,7 % (на 485,34 тыс. тонн) по сравнению с 2014 годом (из Беларуси было импортировано топливо на 1 млрд 733,443 млн долларов, из РФ — на 844,647 млн долларов, из Литвы — на 413,913 млн долларов, из других стран — на 865,016 млн долларов).
В 2016 году Украина импортировала 7 млн 413,738 тыс. тонн нефтепродуктов на сумму 3 млрд 267,185 млн долларов США
На экспорт в 2015 году были поставлены 277,175 тыс. тонн нефтепродуктов (на 62 % меньше, чем в 2014 году), на общую сумму 116,385 млн долларов. Основные покупатели: Кипр, Италия, Великобритания

## Металлургия
Основные отрасли — чёрная и цветная металлургия, коксохимия, трубопрокатное производство.
Продукция чёрной металлургии составляет почти половину экспорта тяжёлой промышленности.
С 1990 по 2008 год доля чёрной металлургии в структуре промышленного производства Украины изменилась с 11 до 27 %.

## Химическая промышленность
Химическая промышленность работает в едином комплексе с металлургией, используя побочные продукты металлургии и коксовой промышленности для производства азотных удобрений, лаков, красок, медикаментов. Фосфориты, соли калия и поваренная соль используются для производства минеральных удобрений, сера — для производства серной кислоты. Нефть и газ — как местные, так и импортированные — используются для производства синтетического каучука и синтетических волокон.
Наибольшие центры химии: Северодонецк — 35 тыс.чел, Одесса — 28 тыс.чел.
Крупнейшие химические компании: Ostchem Holding (входит в Group DF), который включает Концерн «Азот», Концерн «Стирол», Северодонецкий «Азот» и «Ривнеазот».

## Атомная промышленность
см. Атомная промышленность
Страна входит в десятку стран по запасам урана (см. Уран по странам);
производство урана — порядка 1 тыс. тонн в год (порядка 2 % мирового производства).
Единственное на Украине предприятие по добыче и переработке урановой руды — «Восточный горно-обогатительный комбинат» (ВостГОК) в г. Жёлтые Воды (Днепропетровская область), способно полностью обеспечить потребности атомной энергетики государства в природном уране.

## Машиностроение
Представлено главным образом:
тяжёлое,
транспортное,
электротехническое машиностроение,
точного оборудования.
производство самолётов,
судов, космической и военной техники.
С 1990 по 2008 год доля машиностроения в структуре промышленного производства Украины изменилась с 31 % до 14 %.

## Промышленность стройматериалов
По состоянию на начало 2006 года, включала предприятия цементной промышленности, стекольной промышленности, а также предприятия по изготовлению стеновых материалов и строительной керамики.

## Лёгкая промышленность
Основные подотрасли — текстильная промышленность, швейная промышленность, кожевенная и меховая промышленность.
В 1990—1999 гг. украинская лёгкая промышленность снижает объёмы производства, в 2000—2005 гг. ситуация меняется, и лёгкая промышленность показывает рост. С 2006 г. рост вновь сменяется падением. В 2010 и 2011 годах объёмы производства вновь начали расти.

## Пищевая промышленность
В пищевой промышленности занято 12,8 % трудоспособного населения страны (2003).
Ассортимент произведённой продукции включает более 3000 наименований.
Основные отрасли: плодоовощная, консервная, масло-жировая, мясная, молочная, маслосыродельная, кондитерская
Также развиты: табачная, соляная, сахарная, спиртовая, пивоваренная и безалкогольных напитков, винодельческая, рыбная, мукомольная, хлебобулочная, макаронная
Предприятия пищевой промышленности расположены повсеместно, хотя при их размещении учитывается специфика отрасли. В последнее время возрастает количество предприятий пищевой промышленности. Они создаются возле источников сырья, в коллективных и фермерских хозяйствах.

## Лесопроизводственный комплекс Украины
Лесопроизводственный комплекс Украины охватывает лесную, деревообрабатывающую, целлюлозно-бумажную и лесохимическую отрасли.

### Лесная промышленность
Лесные ресурсы Украины очень ограничены, лесистость территории — 14,3 %. Основные массивы лесов сосредоточены в Карпатах и Полесье.
Распространены ценные породы деревьев — бук, дуб, ель, сосна, ясень.
Лесозаготовительная промышленность сформировалась в Карпатах и в Полесье (90 % всех лесозаготовок). Лесные массивы истощены беспощадной эксплуатацией. Значительное количество леса ввозится из-за границы. Проблемы отрасли связаны с более полным и рациональным использованием отходов заготовки, воспроизводством леса, улучшением экологической ситуации.

### Деревообрабатывающая промышленность
Размещена довольно равномерно, но в районах лесоразработок концентрация предприятий заметно выше. Крупные центры: Львов, Черновцы, Ивано-Франковск, Луцк, Житомир, Чернигов, Рахов, Ясиня, Хуст, Ужгород, Мукачево, Костополь, Шостка
За пределами зон лесоразработок, в больших промышленных центрах и транспортных узлах (Киев, Донецк, Харьков, Одесса, Черкассы, Херсон), на привозном сырье действуют деревообрабатывающие предприятия. Они производят пиломатериалы, древесно-стружечные политы (Киев, Свалява, Надворная), фанеру, спички.
Мебельные фабрики преимущественно сосредоточены в крупных городах (Киев, Львов, Одесса, Харьков и др.).

### Целлюлозно-бумажная промышленность
Размещение предприятий этой отрасли ориентируется на сырьевые, водные ресурсы, наличие электроэнергии и квалифицированной рабочей силы.
Предприятия располагаются главным образом в лесопромышленных районах. Основной компонент для получения целлюлозы — древесина хвойных и лиственных пород, отходы лесопиления и деревообработки. Целлюлозу используют для производства бумаги и картона. Учитывая небольшой запас первичного сырья — целлюлозы, практически все предприятия ЦБП Украины ориентированы на производство бумаги и картона из вторичного сырья — макулатуры.
Самые крупные предприятия отрасли:
- ОАО «Киевский картонно-бумажный комбинат», расположен в 45 км от г. Киева в г. Обухове.
- ОАО «Рубежанский картонно-тарный комбинат», расположен в г. Рубежное, Луганской области.

Имеются предприятия в Киеве, Донецке, Днепре, Львове, Измаиле, Жидачеве, Рахове, Херсоне, Алёшках (Херсонская обл.) Корюковке (Черниговская область), Малине, Моквино (Ровенская область), Славуте (Хмельницкая область).